# Crossodactylus boulengeri
Espèce
Synonymes
- Calamobates boulengeri de Witte, 1930

Crossodactylus boulengeri est une espèce d'amphibiens de la famille des Hylodidae.

## Répartition
Cette espèce est endémique du Brésil. Elle se rencontre dans les États de Rio de Janeiro et de São Paulo.

## Description
Les 46 spécimens adultes mâles observés lors de la revalidation de l'espèce mesurent entre 20,2 mm et 27,1 mm de longueur standard et les 36 spécimens adultes femelles observés lors de la revalidation de l'espèce mesurent entre 20,4 mm et 27,8 mm de longueur standard.

## Taxinomie
Cette espèce a été relevée de sa synonymie avec Crossodactylus dispar par Pimenta, Cruz & Caramaschi en 2014 dans laquelle elle avait été placée par Lutz en 1930.

## Publication originale
- de Witte, 1930 : Liste des reptiles et batraciens récoltés au Brésil par La Mission Massart (1922-23) et description de sept nouvelles espèces. Une mission biologique belge au Brésil (Août 1922-Mai 1923), vol. 2, p. 213-230.